# Биндаурта
Биндаурта (груз. ბინდაურთა) — село в Грузии, на территории Душетского муниципалитета края (мхаре) Мцхета-Мтианети.

## География
Село находится в северо-восточной части Грузии, к югу от реки Пшавская Арагви, на расстоянии приблизительно 43 километров (по прямой) к северо-востоку от города Душети, административного центра муниципалитета. Абсолютная высота — 1525 метров над уровнем моря.

## Население
По результатам официальной переписи населения 2014 года в Биндаурте проживало 2 человека (2 мужчины). В национальной структуре населения грузины составляли 100 %.
| Год  | Население, человек |
| ---- | ------------------ |
| 2002 | 4                  |
| 2014 | ↘ 6                |